# Hamilton Rowan Gamble

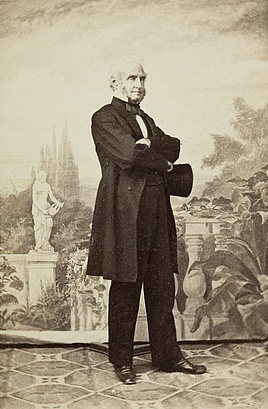
Hamilton Rowan Gamble

Hamilton Rowan Gamble (* 29. November 1798 in Winchester, Virginia; † 31. Januar 1864) war ein US-amerikanischer Jurist und Politiker und von 1861 bis 1864 der 16. Gouverneur des Bundesstaates Missouri.

## Frühe Jahre und politischer Aufstieg
Hamilton Gamble besuchte das Hampden-Sydney College in Virginia. Nach einem Jurastudium und seiner Zulassung als Rechtsanwalt begann er in Missouri eine juristische Laufbahn. Dort war er unter anderem Bezirksstaatsanwalt im Howard County.
Im Jahr 1824 wurde Gamble von Gouverneur Frederick Bates zum Secretary of State in der Regierung von Missouri ernannt. Dieses Amt übte er zwischen 1824 und 1826 aus. Im Jahr 1846 saß er für eine Legislaturperiode im Repräsentantenhaus von Missouri. Ab 1846 war er auch Richter am Supreme Court of Missouri. Zwischen 1851 und 1854 führte er den Vorsitz dieses Gremiums. Im Jahr 1855 legte Gamble sein Richteramt aus gesundheitlichen Gründen nieder, 1858 zog er für einige Zeit nach Pennsylvania.

## Gouverneur von Missouri

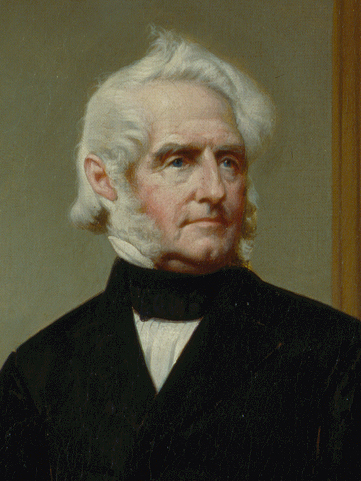
Hamilton Rowan Gamble, 1865

Vor Ausbruch des amerikanischen Bürgerkrieges im Jahre 1861 zwischen Nord- und Südstaaten versuchte der Staat Missouri eine neutrale Haltung in dem Konflikt einzunehmen und keine der kriegführenden Parteien zu unterstützen. Eine Delegiertenversammlung sprach sich gegen einen Anschluss des Staates an die Konföderation aus. Mit dem Ausbruch der Kampfhandlungen kam es auch in Missouri zu Unruhen, weil beide Seiten dort viele Anhänger hatten. Der zu dieser Zeit amtierende Gouverneur Claiborne Fox Jackson tendierte zur Konföderation. Er mobilisierte die Nationalgarde und bat die Armee der Südstaaten um Hilfe. Dadurch kam es zum Konflikt mit dem örtlichen Kommandeur der Unionstruppen, General Nathaniel Lyon. Dieser eroberte Mitte Juni 1861 die Hauptstadt Jefferson City und zwang Gouverneur Jackson ins Exil. Eine eiligst einberufene Versammlung setzte Jackson am 27. Juli ab und bestellte Hamilton Gamble zum provisorischen Gouverneur.
Gamble hielt der Union die Treue und konnte, nachdem die Unionsarmee die größten Teile des Landes erobert hatte, fast über den gesamten Staat regieren. Trotzdem war er gegenüber der Politik der Bundesregierung kritisch. Er setzte bei Präsident Abraham Lincoln die Abberufung des Generals John C. Frémont durch, der eigenmächtig eine Sklavenemanzipationserklärung erlassen hatte. Hamilton Gamble erlebte das Ende des Bürgerkrieges nicht mehr. Er verstarb am 31. Januar 1864 im Amt. Mit seiner Frau Caroline Coalter hatte er drei Kinder.